# Tibetia himalaica
Tibetia himalaica là một loài thực vật có hoa trong họ Đậu. Loài này được (Baker) H.P.Tsui miêu tả khoa học đầu tiên.